# 가미하야마촌
가미하야마촌(일본어: 上半山村)은 일본 고치현 다카오카군에 있던 촌이다. 

## 역사
- 1889년 4월 1일 - 정촌제 시행에 의해 4촌의 구역으로 성립하였다.
- 1956년 9월 30일 - 시모하야마촌과 합병해 하야마촌이 성립, 동일 가미하야마촌은 폐지되었다.

## 참고 문헌
- 角川日本地名大辞典編纂委員会, 『角川日本地名大辞典 39 高知県』1983, 角川書店